# Eiskalte Engel
Eiskalte Engel (Originaltitel: Cruel Intentions, „Grausame Absichten“) ist ein US-amerikanisches Filmdrama von Roger Kumble aus dem Jahr 1999, das auf dem Roman Gefährliche Liebschaften von Choderlos de Laclos basiert. Kumble verlegte die Handlung vom Frankreich des 18. Jahrhunderts in das New York der damaligen Gegenwart, behielt jedoch die im Roman existierenden sozialen Strukturen weitgehend bei. Im Jahr 2000 entstand das Prequel Eiskalte Engel 2, 2004 folgte Eiskalte Engel 3. 2024 erschien eine an den Film von 1999 angelehnte gleichnamige Serie. 

## Handlung
Der Film handelt von den beiden Stiefgeschwistern Kathryn und Sebastian, die in New York City eine elitäre Prep School besuchen. Ihre Eltern sind sehr vermögend, betrachten das Leben ihrer Sprösslinge mit größtem Desinteresse und verbringen ihre Zeit getrennt an diversen Luxusstandorten in Übersee. Sebastian genießt seinen Ruf als Frauenverführer. Die einzige Frau, die ihn abgewiesen hat, ist seine Stiefschwester Kathryn, was für ihn ein zusätzlicher Ansporn ist, dies zu korrigieren. Kathryn, die sich dieser Tatsache bewusst ist, will die Situation für sich ausnutzen, indem sie ihrem Stiefbruder eine Wette vorschlägt: Wenn Sebastian es bis zum Anfang des neuen Schuljahres schafft, die jungfräuliche Tochter des neuen Schuldirektors, Annette Hargrove, zu verführen, würde sie mit ihm schlafen. Schafft er es nicht, so verliert er seinen für ihn so wichtigen Jaguar XK 140. Sebastian nimmt die Herausforderung an.
Kathryn wurde ihrerseits kurz zuvor von ihrem Freund Court Reynolds für die ebenfalls reiche, aber äußerst naive Cecile verlassen. Aus Rache freundet sie sich mit Cecile an und lässt sie von Sebastian verführen, um deren Ruf an der Schule zu ruinieren. Als Cecile sich in ihren Musiklehrer Ronald Clifford verliebt, verrät Kathryn Ronald an Ceciles Mutter, die ihn sofort feuert, was Cecile von ihrer Mutter entfremdet. Ronald und Cecile suchen die Mithilfe von Kathryn und Sebastian, um ihre Beziehung heimlich fortzusetzen.
Währenddessen startet Sebastian erste Annäherungsversuche bei Annette, zunächst ohne Erfolg. Doch im Laufe der Zeit verlieben sich beide ineinander. Dies weckt Eifersuchtsgefühle bei Kathryn, die daraufhin von Sebastian verlangt, sich von Annette zu trennen. Da er um seinen Ruf als Frauenheld fürchtet, beendet er die Beziehung mit Annette. Als er seine Belohnung für die bestandene Wette bei Kathryn einfordert, verhöhnt diese ihn, wobei sie behauptet, dass sie über ihn triumphiert habe. Es kommt zu einer Auseinandersetzung; Sebastian begreift, dass er einen Fehler begangen hat. Als Annette ihn nicht mehr sehen will, lässt er ihr als Zeichen seiner Liebe sein streng behütetes Tagebuch zukommen, in dem er alle seine Eroberungen und Gedanken festgehalten hat.
Wutentbrannt hetzt Kathryn derweil Ronald gegen Sebastian auf, indem sie ihm von dessen Liaison mit Cecile erzählt. Daraufhin stellt Ronald Sebastian mitten auf der Straße zur Rede. Es kommt zu einer Schlägerei, wobei Annette, die Sebastian verziehen hat, die beiden Männer auseinanderzubringen versucht und von Ronald versehentlich auf die befahrene Straße gestoßen wird. Sebastian rettet sie vor einem heranfahrenden Taxi, wird dabei aber selbst tödlich verletzt. Auf der Trauerfeier verteilen Annette und Cecile Kopien von Sebastians Tagebuch an Schüler und Lehrer. Nun wird allen klar, was Kathryn in der Vergangenheit mit ihren Intrigen angerichtet hat, und Kathryns guter Ruf als Lady ist ruiniert. Zuletzt sieht man Annette in Sebastians Jaguar eine Straße entlangfahren.

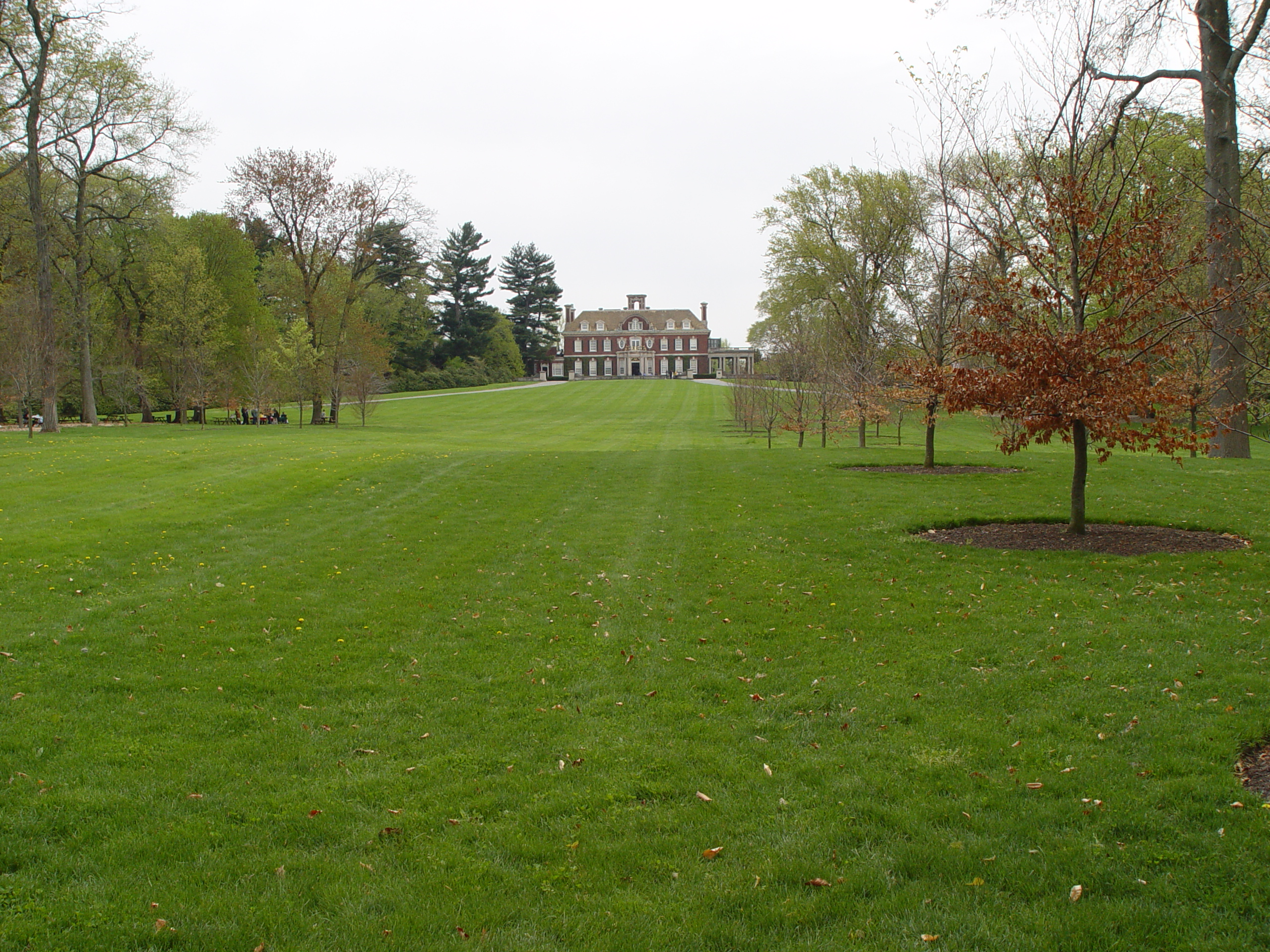
Old Westbury Gardens

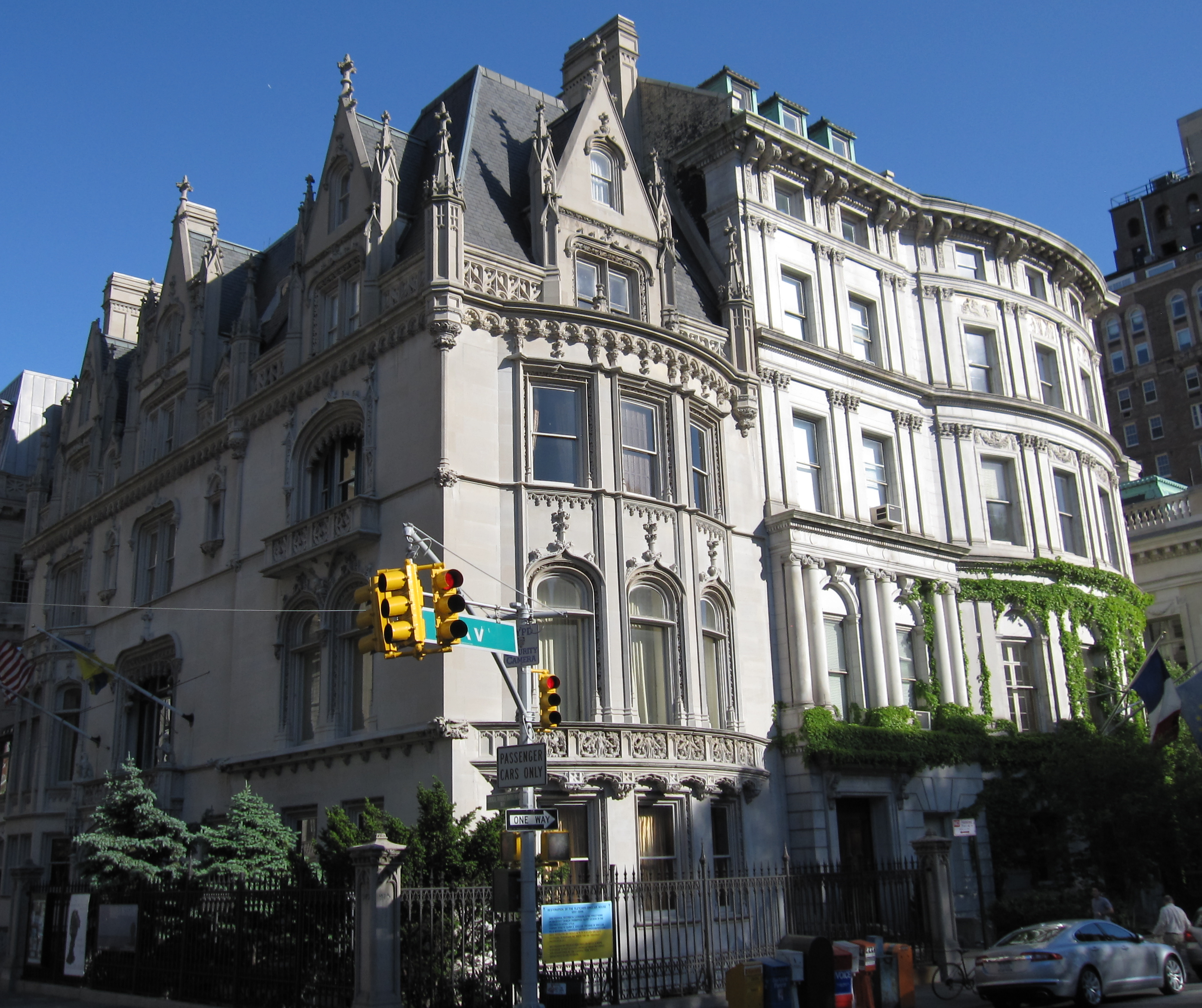
Fletcher-Sinclair House, 5th Avenue

## Hintergründe
- Der Landsitz Old Westbury Gardens, in dem Tante Helen wohnt, wurde schon in Alfred Hitchcocks Der unsichtbare Dritte und später in den Filmen Hitch – Der Date Doktor und Wolf – Das Tier im Manne verwendet.
- Auf der Titelseite des Magazins, das Sebastian Kathryn zu lesen gibt, ist Jennifer Love Hewitt abgebildet, mit welcher Sarah Michelle Gellar und Ryan Phillippe bereits in dem Film Ich weiß, was du letzten Sommer getan hast zusammengearbeitet hatten.
- Ryan Phillippe und Reese Witherspoon heirateten im Erscheinungsjahr des Films. Zusammen bekamen sie zwei Kinder, aber die Ehe wurde am 5. Oktober 2007 geschieden.
- Das Wohnhaus der Familie von Sebastian und Kathryn ist die in Manhattan an der Ecke 2 East 79th Street und Fifth Avenue gelegene Fletcher-Sinclair Mansion, seit 1955 Sitz des Ukrainian Institute of America.
- Im Februar 2016 wurde bekannt, dass eine Fortsetzung des Films in Form einer Fernsehserie geplant war. Es wurde jedoch nur der Pilotfilm produziert. Die Geschichte spielt 15 Jahre nach den Filmereignissen und Sarah Michelle Gellar kehrt in ihre Rolle zurück.[2]
- Der Song Bitter Sweet Symphony von The Verve der am Ende des Filmes zu hören ist, hatte Lizenzkosten von einer Million Dollar. Das sind 10 % des kompletten Filmbudgets. Die Macher probierten rund 200 andere Songs um diese Kosten zu vermeiden, entschieden sich schlussendlich aber, die hohen Lizenzkosten zu bezahlen.

## Musik
1. Placebo – Every You Every Me
2. Fatboy Slim – Praise You
3. Blur – Coffee and TV
4. Day One – Bedroom Dancing
5. Counting Crows – Colorblind
6. Kristen Barry – Ordinary Life
7. Marcy Playground – Comin' Up From Behind
8. Skunk Anansie – Secretly
9. Craig Armstrong – This Love
10. Aimee Mann – You Could Make A Killing
11. Faithless – Addictive
12. Abra Moore – Trip On Love
13. Bobby Bare Jr. – You Blew Me Off
14. The Verve – Bitter Sweet Symphony
15. The Cardigans – Lovefool

## Synchronisation
Die Synchronarbeiten fanden bei der Berliner Synchron nach einem Dialogbuch von Alexander Löwe unter der Dialogregie von Dorette Hugo statt.
2017 wurde von Netflix eine Neu-Synchronisation in Auftrag gegeben. Diese wurde bei der Studio Hamburg Synchron erstellt, das Dialogbuch verfasste Thomas Maria Lehmann, Dialogregie führte Douglas Welbat.
| Rolle             | Schauspieler          | Synchronsprecher (1. Fassung) | Synchronsprecher (2. Fassung) |
| ----------------- | --------------------- | ----------------------------- | ----------------------------- |
| Kathryn Merteuil  | Sarah Michelle Gellar | Nana Spier                    | Merete Brettschneider         |
| Sebastian Valmont | Ryan Phillippe        | Kim Hasper                    | Tim Kreuer                    |
| Annette Hargrove  | Reese Witherspoon     | Marie Bierstedt               | Sonja Stein                   |
| Cecile Caldwell   | Selma Blair           | Carola Ewert                  | Franciska Friede              |
| Helen Rosemond    | Louise Fletcher       | Barbara Adolph                |                               |
| Blaine Tuttle     | Joshua Jackson        | Andreas Fröhlich              | Tobias Diakow                 |
| Bunny Caldwell    | Christine Baranski    | Liane Rudolph                 | Kerstin Draeger               |
| Dr. Greenbaum     | Swoosie Kurtz         | Ana Fonell                    | Katja Brügger                 |
| Greg McConnell    | Eric Mabius           | Simon Jäger                   | Jesse Grimm                   |
| Marci Greenbaum   | Tara Reid             | Manja Doering                 | Liza Ohm                      |
| Mrs. Sugerman     | Herta Ware            | Tilly Lauenstein              | Ingeborg Christiansen         |
| Ronald Clifford   | Sean Patrick Thomas   | Oliver Feld                   | Daniel Welbat                 |

## Kritiken
„Neuerliche Verfilmung des Briefromans von Choderlos des Laclos, die das Szenario in das snobistische Neuengland von heute überträgt. In einer protzigen, letztlich unwirklichen Atmosphäre von Reichtum leben die jungen Leute abgeschottet und werden zu leichten Opfern für vorgebliche Glücksbringer. Atmosphärisch elegant gefilmt und schlüssig erzählt, lässt der Film zuweilen allzu sehr den Bezug zur heutigen Lebenswelt von Teenagern vermissen.“

„Nach dem 1782 erschienen Briefroman Les liaisons dangereuses von Choderlos de Laclos, der von einem sexuell-verderbten Intrigenspiel des Pariser Adels erzählt, entstand nach Vadims moderner Variante von 1959, Stephen Frears' brillanter Umsetzung von 1988 und Miloš Formans eher harmlosem Valmont nun eine Version, die im heutigen Amerika spielt: Auch hier sorgen ausgefeilt-gemeine Dialoge, hervorragende Darsteller, eine beeindruckende Fotografie (der Niederländer Theo van de Sande stand hinter der Kamera) für beste Unterhaltung. Unter den Darstellern sticht Sarah Michelle Gellar als intrigantes Biest hervor.“

## Auszeichnungen
- Blockbuster Entertainment Awards für die beste Nebenrolle (Reese Witherspoon)
- MTV Movie Awards für die beste weibliche Rolle (Sarah Michelle Gellar) und den schönsten Kuss (Sarah Michelle Gellar und Selma Blair)

## Prequel, Fortsetzung und Serien-Remake
Im Jahr 2000 entstand das Prequel Eiskalte Engel 2, 2004 folgte als Fortsetzung des ersten Films Eiskalte Engel 3. Beide erschienen direkt auf DVD. 2024 erschien eine an den Film von 1999 angelehnte gleichnamige Serie mit 8 Folgen bei Amazon Prime Video.